# Tadashi Koya
Tadashi Koya (小屋 禎 Koya Tadashi?,  nacido el 24 de mayo de 1970 en Kanagawa) es un exfutbolista japonés que se desempeñaba como defensa.

## Trayectoria

### Clubes
| Club                | País  | Año         |
| ------------------- | ----- | ----------- |
| JEF United Ichihara | Japón | 1993 - 1995 |
| Brummell Sendai     | Japón | 1996        |